# Моравский, Осип Павлович
Осип Павлович Моравский (ок. 1790 — 1855) — российский государственный деятель, сенатор. Тайный советник (1841).

## Биография
Время и место рождения достоверно неизвестны, хотя источники указывают 1781, 1790 и 17.07.1791.
В польской службе состоял с 1806 года и в классном чине с 1807 года.
С 1816 года — Президент Главного управления Земельного кредитного общества. С 1823 года служил в Счётной палате: советник, затем — заместитель директора по контролю, заместитель директора по фиксированному доходу (1825). В 1825 году был произведён в действительные статские советники. К январю 1831 года (после начала восстания) — генеральный директор отдела непостоянных доходов Царства Польского. После подавления восстания в ноябре 1831 года возглавил Департамент непостоянных доходов.
С 6 сентября 1841 года был назначен сенатором, с одновременным производством в тайные советники, присутствующим в Общем собрании Варшавских департаментов Правительствующего Сената. Был председателем Главной дирекции Земского кредитного общества Царства Польского.
Умер в 1855 году, 15 или 17 августа — за границей, куда он отправился на карловарские воды поправить своё здоровье; был похоронен 28 августа в семейной могиле на Повонзком кладбище.

## Награды
- Орден «Virtuti militari», золотой крест (1810, Варшавское герцогство)
- Орден «Virtuti militari», рыцарский крест (1812, Варшавское герцогство)
- Орден Святого Станислава 1-й степени (12 мая 1829, Российская империя)
- Орден Красного орла 2-й степени (1833, Королевство Пруссия)
- Орден Святой Анны 1-й степени (13 апреля 1834, Российская империя)
- Орден Святого Владимира 2-й степени (24 апреля 1838, Российская империя)
- Орден Белого орла (1 июля 1846, Российская империя)
- Орден Святого Александра Невского (25 мая 1850, Российская империя; бриллиантовые знаки к ордену — 17 марта 1853)[8]
- знак отличия беспорочной службы XL лет